# レギオン (テレビドラマ)
『レギオン』（Legion）はノア・ホーリーによってFXのために制作されたアメリカのケーブルTVドラマシリーズであり、同名のマーベル・コミックのキャラクターに基づいている。また、映画『X-MEN』のスピンオフとしては初めてのテレビドラマシリーズでもある。
主演のダン・スティーヴンスは、統合失調症と診断されたミュータントのデヴィッド・ハラーを演じる。

## 概要
デヴィッド・ハラーは若くして統合失調症と診断され、それ以来多くの精神病院に収容されてきた。ある患者と出会ってから、ハラーは自分が単なる精神病ではない可能性に目覚め始める。
2015年10月に、FXとマーベルはX-MENのキャラクターである"レギオン"に基づくテレビドラマシリーズを製作し、ノア・ホーリーがパイロット版の脚本と監督を担当すると発表した。キャスティングは2016年1月に始まり、パイロット版は5月に完成し、シリーズの製作が決定した。撮影はロケーションがバンクーバー、スタジオ撮影がバーナビーで行われた。ホーリーはデヴィッドを"信頼できない語り手"として描き、1960年代と現代の要素を交え、シリーズを主人公のゆがんだ目を通して描くことを意図した。
8話からなるシーズン1はFXで2017年2月8日から放送された。2017年3月15日にはシーズン2の製作が発表された。10エピソードからなるシーズン2は2018年4月3日から放送された。2018年6月、シーズン3の製作が発表された。最終シーズン3は2019年6月24日から放送されて完結した。
日本ではFOXチャンネルで2017年2月9日からシーズン1が放送され、2018年4月5日からシーズン2が放送された。シーズン3は2019年8月10日から放送されている。

## 登場人物

### メイン
- デヴィッド・ハラー（レギオン）
  - 演 - ダン・スティーヴンス、日本語吹替 - 西健亮
  - X-MEN創設者である、プロフェッサーX（チャールズ・フランシス・エグゼビア）の息子であるミュータント。若くして統合失調症と診断されて様々な精神病院に入院する。テレパシーやテレキネシスなど様々な特殊能力がある。
- シドニー・"シド"・バレット
  - 演 - レイチェル・ケラー、日本語吹替 - 潘めぐみ
  - 精神病院でデヴィッドのガールフレンドとなる。他人と触れ合うと精神を交換する能力を持つミュータントでもある。
- レニー・"コーンフレーク"・バスカー
  - 演 - オーブリー・プラザ、日本語吹替 - 山根舞
  - デヴィッドの友人。ドラッグとアルコール中毒歴にもかかわらず非常に楽天家。
- エイミー・ハラー（S1）
  - 演 - ケイティ・アセルトン
  - デヴィッドの姉。
- メラニー・バード（S1–S2、S3：ゲスト）
  - 演 - ジーン・スマート、日本語吹替 - 土井美加
  - 独特な治療法を用いるセラピストの集団を率いる。
- プトノミー・ウォレス
  - 演 - ジェレミー・ハリス（英語版）
  - メラニーの仲間のセラピストであり、あらゆるものを記憶し、他人に自分の記憶を探らせて読み取ることができるミュータント。
- ケリー（Cary）・ラウダーミルク
  - 演 - ビル・アーウィン
  - メラニーの仲間の科学者。
- ケリー（Kerry）・ラウダーミルク
  - 演 - アンバー・ミッドサンダー
  - 男性のケリーの肉体に宿る別人格の女性であり、サヴァン症候群の特徴を見せる。
- シャドウ・キング/アマール・ファルーク（S2–S3）
  - 演 - ナヴィド・ネガーバン
  - 長年デヴィッドに寄生していたミュータント
- オリバー・バード（S2、S3：ゲスト）
  - 演 - ジェマイン・クレメント
  - 長年アストラル界に閉じ込められている、メラニーの夫。
- クラーク（S1：リカーリング、S2よりメイン）
  - 演 - ハミッシュ・リンクレーター（英語版）
  - ディビジョン3の幹部
- スウィッチ（S3）
  - 演 - ローレン・サイ
  - タイムトラベル能力を持つミュータント

### リカーリング
- フィリー（S1）
  - 演 - エリー・アライザ
  - デヴィッドのかつてのガールフレンド。
- プール医師（S1）
  - 演 - スコット・ローレンス
  - デヴィッドのかつての主治医である精神科医。
- 目（S1）
  - 演 - マッケンジー・グレイ
  - 乳白色の目をした、ミュータントを追う政府機関ディビジョン3の幹部。かつてサマーランドにいたミュータント"ウォルター"。
- チャールズ・フランシス・エグゼビア（S3）
  - 演 - ハリー・ロイド
  - プロフェッサーX、デヴィッド・ハラーの父。
- ガブリエル・ハラー（S3）
  - 演 - ステファニー・コーネリウッセン（英語版）
  - デヴィッドの母。
- ナレーター
  - ジョン・ハム

## あらすじ

### シーズン1のあらすじ
精神病院に入院させられていたデヴィッド・ハラーは患者のレニーと友人となり、身体を交換できるミュータントのシドと恋に落ちる。政府機関ディビジョン3に尋問を受けるが、救出されてメラニー・バード博士の運営する施設サマーランドに連れていかれる。デヴィッドは記憶療法によってしだいに過去を思い出し、強いミュータント能力を発揮し始める。"目"と呼ばれるミュータントを擁するディビジョン3はデヴィッドを危険視してつけ狙う。バード博士らの努力で、子供時代からデヴィッドに寄生していたシャドウ・キングがようやく分離されるが、レニー、次にバード博士の夫で超能力者のオリバーに寄生する。

### シーズン2のあらすじ
1年後、デヴィッドは発見されると、サマーランドはディビジョン3と協力してファルーク（シャドウ・キング）と戦っている。ミゴ修道会の僧が人々を緊張状態に陥れる疫病を広めている。ファルークはオリバー、そしてメラニーを操って失われた自分の肉体を探す。未来のシドがデヴィッドに、ファルークは世界を破滅から救うと語り、デヴィッドは一時ファルークを助けるが、姉のエイミーを殺されて激怒し、肉体を取り戻したファルークと戦い始める。デヴィッドはファルークを倒すが、未来に起こすはずの破壊によって危険視されて拘束され、レニーとともに逃げ出す。

### シーズン3のあらすじ
サマーランド、ディビジョン3、そしてファルークは世界をこれから破壊するはずのデヴィッドを危険視して殺そうとする。デヴィッドは時間旅行者のスウィッチの協力を得て、父チャールズがモロッコを訪れてファルークと戦って倒したと思い込み、ファルークが幼児のデヴィッドの心に住み着くことになった歴史を変えようと過去に飛ぶ。シドと男女のケリーも追いかけるが幼児のデヴィッドを殺すことをためらう。時間旅行に引き付けられた"時間の悪魔"が彼らを襲う。チャールズ、デヴィッド、過去と現在のファルークは和解し、過去のファルークはデヴィッドの心には住み着かないことにして歴史が変わる。これまでの時間線のデヴィッドとシドは姿を消す。

## エピソード

### シーズン1のエピソード
| 通算 話数 | シーズン 話数 | タイトル                           | 監督                     | 脚本              | 放送日        | U.S.視聴者数 (百万人) |
| --- | ------------- | ---------------------------------- | ------------------------ | ----------------- | ------------- | --------------------- |
| 1 | 1             | "覚醒" "Chapter 1"                 | ノア・ホーリー           | ノア・ホーリー    | 2017年2月8日  | 1.62                  |
| 自殺未遂を図ったデヴィッド・ハラーはクロックワークス精神病院に入院させられ、患者のレニー・バスカーと友人となり、シドニーと恋に落ちる。シドが退院する直前、デヴィッドとシドは初めてキスをして二人の体は入れ替わる。デヴィッドの体に入ったシドは患者を閉じ込め、レニーを殺す。デヴィッドは体を取り戻して家に帰る。プトノミーと（女の）ケリーにつけられた後、デヴィッドは政府に捕えられて過去の出来事を思い出すよう尋問される。シド、プトノミー、ケリーはデヴィッドを救出してメラニー・バード博士に会わせる。メラニーはデヴィッドが狂人ではないと言う。 |               |                                    |                          |                   |               |                       |
| 2 | 2             | "記憶を辿って パート1" "Chapter 2" | マイケル・アッペンダール | ノア・ホーリー    | 2017年2月15日 | 1.13                  |
| 政府の組織ディビジョン3の追手が迫る中、メラニーらはデヴィッドをサマーランドと呼ばれる避難所に連れてゆく。メラニーとプトノミーはデヴィッドが狂人ではないと言い、記憶療法を施してデヴィッドの前半生を追体験する。シドはレニーを殺したことをデヴィッドに詫びる。デヴィッドは（男の）ケリーのMRI検査を受けてディビジョン3が姉エイミーを捕えたことを知り、テレキネシス能力を発揮する。 |               |                                    |                          |                   |               |                       |
| 3 | 3             | "記憶を辿って パート2" "Chapter 3" | マイケル・アッペンダール | Peter Calloway    | 2017年2月22日 | 1.04                  |
| メラニーとプトノミーは記憶療法によりデヴィッドの能力を発掘しようとするが、記憶の中に"黄色い目の悪魔"が現れて3人は現実に戻り200ｍ離れたところに移動している。（男の）ケリーはデヴィッドを測定装置につないで最も恐ろしい記憶を思い出せと言い、デヴィッドは子供時代のハロウィンのことを思い出す。デヴィッドの目にはレニーが現れて、姉のエイミーがディビジョン3で暴行されていると嘲る。デヴィッドは我を失い、シドとともに非実体の姿でエイミーが尋問される部屋に移動するが、"目"に気づかれてサマーランドに戻る。メラニーはデヴィッドの能力発揮を急ぎ、鎮静剤を与えてプトノミーとシドとともに子供時代の記憶に入り込む。デヴィッドは絵本のキャラクター"怒りんぼ少年"と"黄色い目の悪魔"に追われ、3人は目を覚ますがデヴィッドは眠ったままとなる。 |               |                                    |                          |                   |               |                       |
| 4 | 4             | "虚構と現実" "Chapter 4"           | Larysa Kondracki         | Nathaniel Halpern | 2017年3月1日  | 0.75                  |
| 冒頭で、肉体は深海で潜水服の中で凍るが精神はアストラル界に閉じ込められた、メラニーの夫のオリバーが紹介される。シドは未だに自分たちがデヴィッドの心の中にいるのではないか疑う。シドニー、プトノミー、そして女性のケリーはデヴィッドのかつてのガールフレンドのフィリーに会う。女性のケリーは男性のケリーの体に宿る別人格であることが分かる。三人は灯台守となっているかつてのデヴィッドの主治医のプール医師を訪ねるが、"目"が化けた罠であることが分かる。シドは"目"に触れて人格を交換し、気を失った三人の体を車に乗せて逃げ出す。デヴィッドはアストラル界から現実に戻って三人を救おうとするが、シドの体に"目"の人格が宿ることを知らない。"目"はデヴィッドを銃で撃とうとして女性のケリーを撃つ。 |               |                                    |                          |                   |               |                       |
| 5 | 5             | "自己闘争" "Chapter 5"             | Tim Mielants             | Peter Calloway    | 2017年3月8日  | 0.80                  |
| 男性のケリーが担ぎ込まれた分身の女性のケリーから弾丸を摘出した後、再び一体化する。デヴィッドはオリバーに会ったとメラニーに話す。オリバーはかつてデヴィッドのような超能力者だったが、21年間アストラル界に閉じこもってきたとメラニーは言う。デヴィッドはシドを仮想世界に連れてゆき、二人は体を交換することなく愛し合う。デヴィッドはエイミーを取り返しに一人でディビジョン3に行く。追いかけてディビジョン3に来たメラニー、プトノミー、シドらはデヴィッドが一人で警備を壊滅させエイミーを連れ出したことを知る。デヴィッドの中には昔入り込んだ別の何者かが存在し、記憶を書き換えて来たとケリーは言う。デヴィッドはエイミーを、二人が育った実家に連れていく。エイミーはデヴィッドが養子であったことを明かす。メラニーらとケリーも二人を追いかけて実家に着くが、メラニーは自分たちがデヴィッドの仮想世界の中にいるのではないかと疑う。シドの前にレニー、ベニー、"怒りんぼ少年"、"黄色い目の悪魔"が次々と現れる。                                |               |                                    |                          |                   |               |                       |
| 6 | 6             | "支配された夢" "Chapter 6"         | ヒロ・ムライ             | Nathaniel Halpern | 2017年3月15日 | 0.73                  |
| メラニー、プトノミー、二人のケリー、シド、"目"はデヴィッドの幻想の中でクロックワークス精神病院の患者となっている。医師となっているレニーはデヴィッドを含む各々との面接治療を楽しむ。シドはある扉が特別だと感じ、その陰にあるものが気になる。エイミーは意地悪な看護婦となっている。レニーは"黄色い目の悪魔"と一体であることを示し、デヴィッドは自分から隠されるために父親によって養子に出されたという。オリバーはメラニー、そして男のケリーとの接触を図る。 |               |                                    |                          |                   |               |                       |
| 7 | 7             | "動き出す時間" "Chapter 7"         | Dennie Gordon            | Jennifer Yale     | 2017年3月22日 | 0.72                  |
| 女性のケリーは"目"に追われる。黄色い目の悪魔/レニーはエイミーからデヴィッドが養子に来た日のことを聞き出そうとする。男性のケリーはオリバーと話し、黄色い目の悪魔/レニーはシャドウキング（アマール・ファルーク）であり、子供時代からデヴィッドに寄生しやがてデヴィッドを乗っ取るはずであると知る。精神病院の出来事はすべてデヴィッドの幻想であり、彼らの真の肉体はデヴィッドの子供時代の家にあって銃撃される寸前であることを知る。ケリーはシドとメラニーに助けを求め、自分の発明した装置でデヴィッドを救おうとする。デヴィッドは地下の棺の中で目覚め、自分の理性的な分身と話し合い、教室の黒板の前に自分たちを投射して謎を解きほぐす。かつて実の父親に倒されたミュータントが、養子に出された自分に寄生してきたことを知る。ケリーはデヴィッドの子供時代の家に行き、装置をデヴィッドに装着して寄生体を一時的に分離する。デヴィッドは自分たちをサマーランドに転送する。ディビジョン3がサマーランドを襲い、シャドウキングは自由になろうとする。 |               |                                    |                          |                   |               |                       |
| 8 | 8             | "第二次覚醒" "Chapter 8"           | マイケル・アッペンダール | ノア・ホーリー    | 2017年3月29日 | 0.81                  |
| フラッシュバックで、ディビジョン3のクラークがデヴィッドに酷い火傷を負わされて目覚め、ミュータントを倒すと誓う。現在、デヴィッドはディビジョン3の兵士たちを倒し、カメラの義眼を入れたクラークを捕える。デヴィッドはクラークと和解しようとする。男性のキャリーは自分の装置でシャドウキングをデヴィッドから分離しようとする。デヴィッドは死にそうになり、シドがデヴィッドにキスをして自分の肉体にシャドウキングを移し、次に女性のケリーに触れる。シャドウキングが宿ったケリーはデヴィッドと戦い、シャドウキングはオリバーに移る。オリバーは車でサマーランドを去る。クラークはミュータントを支えると言う。デヴィッドは球体のドローンに吸い込まれる。 |               |                                    |                          |                   |               |                       |

### シーズン2のエピソード
| 通算 話数 | シーズン 話数 | タイトル                      | 監督                         | 脚本                               | 放送日        | U.S.視聴者数 (百万人) |
| --- | ------------- | ----------------------------- | ---------------------------- | ---------------------------------- | ------------- | --------------------- |
| 9 | 1             | "帰還" "Chapter 9"            | Tim Mielants                 | ノア・ホーリー & Nathaniel Halpern | 2018年4月3日  | 0.67                  |
| デヴィッドは1年後にディビジョン3により発見されるが、デヴィッドはその間の記憶を無くしている。この間にサマーランドはディビジョン3と協力するようになり、ファルーク（シャドウ・キング）が元の肉体を見つけることを阻止しようとしている。オリバーの体に入ったファルークはレニーと共に世界中で目撃され、あとに意識を失い歯をカチカチと言わせる疫病にかかった人々を残している。ディビジョン3は、口ひげを生やした女性達を通じて話す虚無僧姿のフクヤマ提督により指揮されており、疫病に免疫のある子供たちを警備に雇う。クラークはデヴィッドが今でもファルークに支配されているのではないかと疑う。ケリーの装置にかかったデヴィッドは左腕を無くした未来のシドに会い、ファルークが元の肉体を見つけるのを助けるべきだと言われる。 |               |                               |                              |                                    |               |                       |
| 10 | 2             | "砂漠の水晶" "Chapter 10"     | アナ・リリー・アミールポアー | ノア・ホーリー & Nathaniel Halpern | 2018年4月10日 | 0.44                  |
| 未来のシドに言われた通り、デヴィッドはファルークを助け、ディヴィジョン3の人間を連れ出す。その隙にオリバーの体に入ったファルークとレニーはディビジョン3に来て多数を殺し、元の体のありかを知るミゴ修道会の僧を探すが見つからない。男のケリーは女のケリーの体の中に囚われる。デヴィッドは再びケリーの装置にかかって未来のシドに会い、一週間後にデヴィッドがファルークを殺すが、世界を破滅させる疫病をくい止めるにはファルークが必要だと言われる。デヴィッドは精神世界の中で砂漠の水晶を使う占い師の元へ行き、ファルークの実物と話す。僧を探すのを手伝う代わりに、これ以上人を殺さないよう約束させる。レニーはファルークに生きた体をくれるよう頼む。男のケリーが囚われから脱するが、女のケリーも実体化したままとなる。デヴィッドはシドに未来のシドのことを話し、協力を得る。                                                                 |               |                               |                              |                                    |               |                       |
| 11 | 3             | "反偽薬効果" "Chapter 11"     | Sarah Adina Smith            | ノア・ホーリー & Nathaniel Halpern | 2018年4月17日 | 0.38                  |
| デヴィッドは、心の疫病にかかった人々のいた部屋に僧がいたが逃げたと知る。ファルークはデヴィッドに、自分ではなく無症候性キャリアの僧が疫病の感染源だと語る。その間にディビジョン3では、僧はデヴィッドと男のケリー以外の全員を感染させている。デヴィッドとケリーはプトノミーとメラニーの心に入り、迷路から解放して感染を解く。僧はデヴィッドを捕えて記憶を共有し、修道院の下にファルークの体が埋められ、僧たちは自殺するか疫病に感染したことを見せる。僧はフクヤマ提督を倒し、フクヤマはファルークを打倒する武器を探していると言い、メラニーはそれがデヴィッドであると言う。デヴィッドがファルークに協力していることを僧が明らかにしそうになったため、デヴィッドは僧を屋上に瞬間移動させるが、僧は飛び降りて自殺する。 |               |                               |                              |                                    |               |                       |
| 12 | 4             | "未来を握る過去" "Chapter 12" | エレン・クラス               | ノア・ホーリー & Nathaniel Halpern | 2018年4月24日 | 0.43                  |
| デヴィッドはシドの心に入り、人に触れることのできない孤独な子供時代を見せられるが、シドの伝えたいことがわからない。ディビジョン3ではデヴィッドとシド以外の人々が疫病から目覚める。シドは母の体に入って母のボーフレンドとセックスをし、途中で自分の体に戻った場面を見せる。愛が世界を救うのではなく、苦痛が愛を救うために戦う力を与えるのだとシドは語る。デヴィッドとシドが目覚めると、レニーがディビジョン3に戻っている。 |               |                               |                              |                                    |               |                       |
| 13 | 5             | "現在の姿" "Chapter 13"       | Tim Mielants                 | ノア・ホーリー & Nathaniel Halpern | 2018年5月1日  | 0.46                  |
| ファルークはオリバーの運転するオープンカーに乗り、オリバーにレニーの死体を掘り返させて組織のサンプルを入手する。二人は隠れ住んでいたエイミーを見つけて殺し、オリバーはディビジョン3から盗んだ装置でレニーのDNAをエイミーに注入する。肉体をまとってディビジョン3に現れたレニーはファルークにコントロールされていると疑われ、閉じ込められてクラークに尋問される。プトノミーはレニーの心を除いて衝撃を受ける。デヴィッドはレニーの心を覗いて、レニーがファルークに送り込まれたこと、姉の体がもてあそばれたことを知り激怒する。 |               |                               |                              |                                    |               |                       |
| 14 | 6             | "起点" "Chapter 14"           | John Cameron                 | ノア・ホーリー                     | 2018年5月8日  | 0.35                  |
| デヴィッドは様々な人生の可能性を見る。クロックワークス精神病院で並行世界を語ったことを思い出す。ある人生では年老い、エイミーに世話される。ある人生では狂気の浮浪者となり、男たちに襲われて超能力を発揮し、ディビジョン3に発見されて女のケリーに殺される。ある人生では投薬の下でエイミーと平穏な生活を送るもシャドウキングを見かけ、警察に射殺される。ある人生ではファルークのコントロールの下で読心能力を生かしてビジネス界で成功し、世界一の金持ちとなる。ある人生では郊外で家族と幸せな生活を送る。そして、デヴィッドは、自殺未遂の後、エイミーによってクロックワークス精神病院に入れられ、エイミーが死ぬことになったこの人生を受け入れる。。 |               |                               |                              |                                    |               |                       |
| 15 | 7             | "懐疑心" "Chapter 15"         | Charlie McDowell             | ノア・ホーリー & Nathaniel Halpern | 2018年5月15日 | 0.45                  |
| デヴィッドは姉を殺したファルークに復讐を誓う。ファルークは未来のシドと話し、将来デヴィッドが大惨事を起こすので、それをファルークに阻止してほしいと聞く。デヴィッドも未来のシドと話し、姉を殺された今ファルークを助けることはできないと言う。プトノミーは、フクヤマ提督が陰謀を企んでいると言う妄想に囚われ、クラーク、シド、男女のケリーにも妄想を伝染させ、フクヤマと彼に仕える女性たちを襲う。デヴィッドが彼らを阻止して妄想を具現化した虫を取り除くが、プトノミーは死ぬ。プトノミーの心はメインフレームに加えられる。 |               |                               |                              |                                    |               |                       |
| 16 | 8             | "過去探し" "Chapter 16"       | Jeremy Webb                  | ノア・ホーリー & Jordan Clair      | 2018年5月22日 | 0.41                  |
| メインフレームの中のプトノミーはフクヤマ提督の人生を見る。若きフクヤマ提督は心を読まれないよう頭に機械を入れられる。プトノミーはメインフレームの中で僧を見つけ、その記憶を見る。フクヤマの側近の髭のある女性アンドロイド"ヴァーミリオン"の一人に乗り移り、デヴィッドを探して、ファルークの肉体のある場所ル・デゾレを教える。ファルークはオリバーの体を使って老人ホームに老女を訪ねる。デヴィッドは他の者たちを使ってファルークの肉体を手に入れる計画を立て、レニーを解放する。ファルーク、デヴィッドとシドはそれぞれ砂漠のル・デゾレで動き続ける修道院を探す。秘密を知らなければデヴィッドとシドは永遠に探し続けることになるとファルークは言う。嵐が襲い、デヴィッドとシドはテントの中で自分たちの骸骨を見る。クラークは目覚めて"長い時間の時計"を探せと言うデヴィッドの指令を聞くが、ファルークに操られたメラニーが殴り倒す。           |               |                               |                              |                                    |               |                       |
| 17 | 9             | "メランコリー" "Chapter 17"   | ノア・ホーリー               | ノア・ホーリー & Nathaniel Halpern | 2018年5月29日 | 0.36                  |
| メラニーはクラークをとらえている。フラッシュバックで、メラニーがオリバーと話し、何が夢で何が現実か疑問視し始め、ファルークに操られるようになる。男女のケリーはデヴィッドに植え付けられたイメージを見て、武器の箱をもち車でデヴィッドの示した場所に向かう。レニーは昔たむろしていた麻薬部屋に行き、仲間たちに歓迎される。エイミーの幻がレニーの前に現れ、デヴィッドの命令を実行しなければならないという。男女のケリーが武器の箱を車に入れたまま、レストランで話をする。男のケリーは、自分の死のあと女のケリーがメラニーのように孤独になることを心配する。レニーがレストランの外の車に乗ると、車は消えて砂漠に現れる。男のケリーは武器に追跡装置をつけている。レニーは燃える車から武器の箱を取り出し、頭に箱をつけた僧たちが座っているのを見る。オリバーはテレパシーでメラニーと話す。メラニーはクラークを殴り倒し、オリバーの前に現れる。 |               |                               |                              |                                    |               |                       |
| 18 | 10            | "暗黒生物" "Chapter 18"       | ダナ・ゴンザレス             | ノア・ホーリー & Nathaniel Halpern | 2018年6月5日  | 0.467                 |
| 砂漠でデヴィッドと過ごしたテントから出てきたシドは、排水口のような穴に吸い込まれて落ち、地下でメラニーに会う。ファルークに操られるメラニーは、デヴィッドの暴力的な面の映像をシドに見せる。シドが見守る中、デヴィッドは、やはりファルークに操られるオリバーを拷問してシドの居場所を聞き出そうとする。メラニーは、デヴィッドが世界を滅ぼすレギオンになるとシドを説得し、シドはデヴィッドを止めると決める。メラニーがファルークの肉体にキスをすると、ファルークは肉体を取り戻して目覚める。レニーを追う男女のケリーがディビジョン3の兵を率いて排水口にやって来て、箱を脱ぎ捨てた僧たちと戦う。男のケリーが排水口に引きずり込まれ、地下でデヴィッドに会う。女のケリーは後を追い、地下でシドに会い、ミノタウロスに襲われる。 |               |                               |                              |                                    |               |                       |
| 19 | 11            | "真実の所在" "Chapter 19"     | キース・ゴードン             | ノア・ホーリー                     | 2018年6月12日 | 0.315                 |
| デヴィッドはファルークと戦って倒す。3年後、オリバーとメラニーは肉体から離れ二人だけで暮らしている。デヴィッドがファルークにとどめを刺そうとすると、シドが来て悪であるデヴィッドが世界を終わらせると言い、銃を向ける。デヴィッドは何をすべきか自答する。レニーは狙撃でシドを阻止するが、フクヤマの率いる多くの兵に囲まれる。デヴィッドはシドの記憶を操り、自分を愛しているように思わせる。男のケリーはファルークの頭に拘束具をはめ、ディビジョン3に連れ帰る。ファルークはデヴィッドのシドへの仕打ちを責める。デヴィッドはファルークの裁判に出席するが、裏切られて拘束され未来に犯すはずの犯罪を責められ、治療を強制されそうになる。激怒したデヴィッドはレニーとともにディビジョン3から脱出する。 |               |                               |                              |                                    |               |                       |

### シーズン3のエピソード
| 通算 話数 | シーズン 話数 | タイトル                    | 監督                          | 脚本                                            | 放送日        | 製作 番号 | U.S.視聴者数 (百万人) |
| --- | ------------- | --------------------------- | ----------------------------- | ----------------------------------------------- | ------------- | --------- | --------------------- |
| 20 | 1             | "時間旅行者" "Chapter 20"   | アンドリュー・スタントン      | ノア・ホーリー and Nathaniel Halpern            | 2019年6月24日 | XLN03001  | 0.377                 |
| タイムトラベル能力を持つスウィッチはデヴィッドに呼ばれ、細いトンネルを通って地下に旅し、"ブレックファスト・クイーン"と呼ばれるレニーとデヴィッドに会う。サマーランドとファルークの加わったディビジョン3がデヴィッドのコミューンを襲撃して来てデヴィッドはシドに殺される。スウィッチは過去に戻ってデヴィッドに警告するが再びデヴィッドは殺され、スウィッチは再びタイムトラベルで逃れ、アストラル界でファルークと会話する。男女のケリーはアンドロイドとしてプトノミーを蘇らせる。ファルークはクラークに、デヴィッドがタイムトラベラーを仲間に加えたと教える。飛行機で移動するディビジョン3はデヴィッドを襲撃するチームを再び送り込むが、コミューンは既に避難している。 |               |                             |                               |                                                 |               |           |                       |
| 21 | 2             | "時の壁" "Chapter 21"       | Carlos López Estrada          | ノア・ホーリー and Olivia Dufault & Kate Thulin | 2019年7月1日  | XLN03002  | 0.381                 |
| デヴィッドはスウィッチとともにタイムトラベルをしようとして果たせない。飛行機で移動するディビジョン3はデヴィッドのコミューンの一員の"リス"を尋問してから解放し、その目を通じてスパイする。"リス"はレニーと女たちに拾われる。デヴィッドは自己を投影してシドと会話し、自分を二度も殺したとなじる。シドはファルークに相談する。ディビジョン3はレニーと女たちを襲撃するが、レニーは男のケリーを誘拐してデヴィッドのもとに連れて行く。デヴィッドはケリーを操り、スウィッチの能力を強化して自分もタイムトラベル出来るよう研究させる。 |               |                             |                               |                                                 |               |           |                       |
| 22 | 3             | "出会い" "Chapter 22"       | John Cameron                  | Nathaniel Halpern                               | 2019年7月8日  | XLN03003  | 0.370                 |
| 過去、読心能力を持つ復員兵のチャールズ・エグゼビアとホロコーストの生存者のガブリエル・ハラーは精神病棟で出会って恋に落ち、デヴィッドをもうける。読心能力を増幅する器械を作ったチャールズは、強力な超能力者のファルークを見つけてモロッコに飛ぶ。残されたガブリエルは、デヴィッドとスウィッチのタイムトラベルの試みによって幻を見る。チャールズはガブリエルに電話し、ファルークは邪悪な存在だと話す。デヴィッドは子供時代の自分がファルークに取りつかれるのを防ごうとする。ガブリエルの見る幻は、ファルークとデヴィッドの影響でさらに強まる。デヴィッドはやっとのことで母の前に姿を見せるが、父が戻ってデヴィッドとスウィッチを現在に追い払う。デヴィッドは消耗したスウィッチに、再びタイムトラベルを試すことを強いる。チャールズとガブリエルはファルークが赤子のデヴィッドにとりついたことに気がつかない。                               |               |                             |                               |                                                 |               |           |                       |
| 23 | 4             | "悪魔の襲来" "Chapter 23"   | Daniel Kwan                   | Olivia Dufault and Charles Yu                   | 2019年7月15日 | XLN03004  | 0.277                 |
| デヴィッドとスウィッチのタイムトラベルのために、デヴィッドのコミューンとディビジョン3はタイムループに陥り、時間の悪魔の注意を惹く。デヴィッドやシドは時間の悪魔によって過去の幻を見せられる。男のケリーはデヴィッドのコントロールを破り、スウィッチと逃げ出す。デヴィッドは時間の悪魔を追い払うが、スイッチの逃亡を知って怒る。 |               |                             |                               |                                                 |               |           |                       |
| 24 | 5             | "宇宙へ" "Chapter 24"       | Arkasha Stevenson             | Olivia Dufault and Ben Winters                  | 2019年7月22日 | XLN03005  | 0.288                 |
| デヴィッドはディビジョン3の車を乗っ取り、クラークのパートナーであるダニエルの記憶を読んでから消去し、スウィッチが飛行機の中にいることを知る。コミューンに戻ったデヴィッドの前で、時間の悪魔に傷つけられたレニーは自殺する。飛行機の中で、男のケリーはデヴィッドの探知能力を遮るカプセルにスウィッチを隠す。ファルークはデヴィッドとの対決を望むが、ディビジョン3はデヴィッドのテレポーテーション圏外の宇宙に飛行機を向ける。ファルークはデヴィッドを挑発し、彼らの位置を知ったデヴィッドはコミューンを連れて飛行機にテレポートし、クラークを宇宙空間に投げ出して殺す。デヴィッドはシドからスウィッチの隠れ場所を聞き出す。シドはデヴィッドと体を交換しようとするがデヴィッドは圧倒してレギオンと名乗り、シドの記憶を消してスウィッチを取り戻す。スウィッチはファルークを別の次元に閉じ込める。デヴィッドとスウィッチは再び過去に旅する。 |               |                             |                               |                                                 |               |           |                       |
| 25 | 6             | "アストラル界" "Chapter 25" | John Cameron                  | ノア・ホーリー                                  | 2019年7月29日 | XLN03006  | 0.332                 |
| アストラル界の森でオリバーは赤子の形態をとったシドの魂を見つける。メラニーとともに、ジェローム（狼）の連れてきた少女シンシアと一緒に育てる。シドは成長し、シンシアはジェロームに連れ去られる。一家は町に引っ越し、シドは二人の子を連れたシンシアに再会する。シドとオリバーはシンシアを救い出そうとするが、シンシアはジェロームのもとに戻る。大人に成長したシドはディビジョン3の飛行機に戻る。男のケリーはデヴィッドとスウィッチを追う装置を作り、女のケリーの傷を自分に移す。三人は過去へ旅する。 |               |                             |                               |                                                 |               |           |                       |
| 26 | 7             | "無限の今" "Chapter 26"     | ダナ・ゴンザレス              | ノア・ホーリー and Olivia Dufault               | 2019年8月5日  | XLN03007  | 0.288                 |
| 過去、チャールズはファルークに会うためにモロッコに旅する。ファルークはチャールズにアストラル界を見せる。シドと男女のケリーは過去のチャールズの家に行き、チャールズの妻子に会うが幼児のデヴィッドを殺すに忍びない。デヴィッドはスウィッチと過去のモロッコに行き、デヴィッドはチャールズに自分の記憶を見せ、ファルークに会ったのは罠だと教える。チャールズは、ファルークの育てる子供たちが実はファルークの敵の捕らえられた仮の姿であると知る。時間の悪魔が彼らを襲う。別の次元に閉じ込められていた現在のファルークは解放されて過去の自分に会う。 |               |                             |                               |                                                 |               |           |                       |
| 27 | 8             | "心の寄生虫" "Chapter 27"   | ノア・ホーリー & John Cameron | ノア・ホーリー & Olivia Dufault                 | 2019年8月12日 | XLN03008  | 0.365                 |
| 時間の悪魔に襲われ、男女のケリーは合体してシドとともに戦ってガブリエルと幼児のデヴィッドを守ろうとする。消耗したスウィッチは父に助けられ、彼らを時間の悪魔から救う。デヴィッドは過去のファルークと戦う。チャールズは現在のファルークとアストラル界で話し合い、合意に達する。現在のファルークは過去の自分に未来を見せ、2人のファルーク、チャールズ、デヴィッドは和解する。スウィッチはシドに、デヴィッドが歴史を変えて世界を救い、今のデヴィッドとシドは消え去ると語る。男女のケリーは再び分離する。チャールズはガブリエルと幼いデヴィッドのもとに戻る。デヴィッドとシドは最後に言葉を交わし、幼児のデヴィッドの前で消え去る。 |               |                             |                               |                                                 |               |           |                       |

## 参照
1. ↑  Hibberd, James (2017年3月15日). “Legion renewed for season 2”. Entertainment Weekly. 2017年3月15日閲覧。
2. ↑  Chitwood, Adam (2018年6月1日). “‘Legion’ Renewed for Season 3 by FX”. Collider. 2018年6月1日閲覧。
3. ↑  Porter, Rick (2019年2月4日). “'Legion' Will End with Season 3 on FX”. The Hollywood Reporter. 2019年2月4日閲覧。
4. ↑  Roots, Kimberly (2019年5月2日). “FX Sets Premieres for Legion's Final Season, Baskets and Snowfall Returns”. TVLine. 2019年5月2日閲覧。
5. ↑  “FOXチャンネル ４月のラインナップ「レギオン シーズン2」「LAW & ORDER: 性犯罪特捜班 シーズン19」ほか”. TV Groove (2018年2月21日). 2018年2月21日閲覧。
6. ↑  Welch, Alex (2017年2月9日). “Wednesday cable ratings: 'Legion' premiere brings in strong numbers, 'The Magician' holds steady”. TV by the Numbers. 2017年2月9日閲覧。
7. ↑  Welch, Alex (2017年2月16日). “Wednesday cable ratings: ‘Black Ink Crew’ wins the night, ‘Legion’ dips”. TV by the Numbers. 2017年2月17日閲覧。
8. ↑  Welch, Alex (2017年2月23日). “Wednesday cable ratings: ‘Alaskan Bush People’ ticks up, ‘Legion’ ticks up”. TV by the Numbers. 2017年2月23日閲覧。
9. ↑  Welch, Alex (2017年3月2日). “Wednesday cable ratings: ‘Legion’ takes a hit, ‘Six’ holds steady”. TV by the Numbers. 2017年3月3日閲覧。
10. ↑  Welch, Alex (2017年3月9日). “Wednesday cable ratings: ‘Underground’ scores strong premiere, ‘Legion’ holds steady”. TV by the Numbers. 2017年3月9日閲覧。
11. ↑  Welch, Alex (2017年3月17日). “Wednesday cable ratings: ‘Black Ink Crew’ wins the night, ‘Legion’ slips a little”. TV by the Numbers. 2017年3月17日閲覧。
12. ↑  Welch, Alex (2017年3月23日). “Wednesday cable ratings: 'Legion' ticks back up, 'Greenleaf' falls”. TV by the Numbers. 2017年3月25日時点のオリジナルよりアーカイブ。2017年3月24日閲覧。
13. ↑  Welch, Alex (2017年3月30日). “Wednesday cable ratings: 'Legion' season finale holds steady”. TV by the Numbers. 2017年3月31日時点のオリジナルよりアーカイブ。2017年3月30日閲覧。
14. ↑  Welch, Alex (2018年4月4日). “Tuesday cable ratings: 'Legion' premieres down, 'WWE Smackdown' holds steady”. TV by the Numbers. 2018年4月6日時点のオリジナルよりアーカイブ。2018年4月4日閲覧。
15. ↑  Welch, Alex (2018年4月11日). “Tuesday cable ratings: ‘Legion’ falls and ‘The Last O.G.’ takes a small hit”. TV by the Numbers. 2018年4月13日時点のオリジナルよりアーカイブ。2018年4月12日閲覧。
16. ↑  Welch, Alex (2018年4月18日). “Tuesday cable ratings: ‘Unsolved’ holds steady, ‘The Last OG’ falls”. TV by the Numbers. 2018年4月19日時点のオリジナルよりアーカイブ。2018年4月18日閲覧。
17. ↑  Welch, Alex (2018年4月25日). “Tuesday cable ratings: ‘Legion’ holds steady, ‘WWE Smackdown’ takes a hit”. TV by the Numbers. 2018年4月25日閲覧。
18. ↑  Welch, Alex (2018年5月2日). “Tuesday cable ratings: ‘The Last OG’ holds steady, NBA playoffs stay on top”. TV by the Numbers. 2018年5月3日時点のオリジナルよりアーカイブ。2018年5月2日閲覧。
19. ↑  Welch, Alex (2018年5月9日). “Tuesday cable ratings: ‘WWE Smackdown’ dips, ‘The Last OG’ ticks up”. TV by the Numbers. 2018年5月11日時点のオリジナルよりアーカイブ。2018年5月9日閲覧。
20. ↑  Welch, Alex (2018年5月16日). “Tuesday cable ratings: ‘Legion’ rises, ‘WWE Smackdown’ holds steady”. TV by the Numbers. 2018年5月17日時点のオリジナルよりアーカイブ。2018年5月16日閲覧。
21. ↑  Metcalf, Mitch (2018年5月23日). “UPDATED: SHOWBUZZDAILY’s Top 150 Tuesday Cable Originals & Network Finals: 5.22.2018”. Showbuzz Daily. 2018年5月24日閲覧。
22. ↑  Welch, Alex (2018年5月31日). “Tuesday cable ratings: ‘WWE Smackdown’ leads, ‘Legion’ holds steady”. TV by the Numbers. 2018年5月31日閲覧。
23. ↑  Welch, Alex (2018年6月6日). “Tuesday cable ratings: ‘The Last O.G.’ and ‘Legion’ hold steady”. TV by the Numbers. 2018年6月7日閲覧。
24. ↑  Metcalf, Mitch (2018年6月13日). “UPDATED: SHOWBUZZDAILY’s Top 150 Tuesday Cable Originals & Network Finals: 6.12.2018”. Showbuzz Daily. 2018年6月14日閲覧。
25. ↑  “Shows A-Z - legion on fx”.  The Futon Critic. 2019年5月29日閲覧。
26. ↑  Metcalf, Mitch (2019年6月25日). “Updated: ShowBuzzDaily's Top 150 Monday Cable Originals & Network Finals: 6.24.2019”. Showbuzz Daily. 2019年6月25日閲覧。
27. ↑  Metcalf, Mitch (2019年7月2日). “Updated: ShowBuzzDaily's Top 150 Monday Cable Originals & Network Finals: 7.1.2019”. Showbuzz Daily. 2019年7月2日閲覧。
28. ↑  Metcalf, Mitch (2019年7月10日). “Updated: ShowBuzzDaily's Top 150 Monday Cable Originals & Network Finals: 7.8.2019”. Showbuzz Daily. 2019年7月10日閲覧。
29. ↑  Metcalf, Mitch (2019年7月16日). “Updated: ShowBuzzDaily's Top 150 Monday Cable Originals & Network Finals: 7.15.2019”. Showbuzz Daily. 2019年7月16日閲覧。
30. ↑  Metcalf, Mitch (2019年7月23日). “Updated: ShowBuzzDaily's Top 150 Monday Cable Originals & Network Finals: 7.22.2019”. Showbuzz Daily. 2019年7月23日閲覧。
31. ↑  Metcalf, Mitch (2019年7月30日). “Updated: ShowBuzzDaily's Top 150 Monday Cable Originals & Network Finals: 7.29.2019”. Showbuzz Daily. 2019年7月30日閲覧。
32. ↑  Metcalf, Mitch (2019年8月6日). “Updated: ShowBuzzDaily's Top 150 Monday Cable Originals & Network Finals: 8.5.2019”. Showbuzz Daily. 2019年8月6日閲覧。
33. ↑  Metcalf, Mitch (2019年8月13日). “Updated: ShowBuzzDaily's Top 150 Monday Cable Originals & Network Finals: 8.12.2019”. Showbuzz Daily. 2019年8月13日閲覧。